# زبان چوکچی
زبان چوکشی ‎/ˈtʃʊktʃiː/‎،و یا Chukot, زبانی از شاخه زبان‌های دیرین سیبری (شاخه چوکوتکا-کامچاتکایی است که در منطقه سیبری توسط اسکیموهای چوکچی تکلم می‌شود. از حدود پانزده هزار چوکچی روسیه حدود هشت هزار تن چوکچی زبان هستند و باقی روسی زبان شده‌اند. حدود پانصد تن چوکچی هم اصلاً روسی بلد نیستند.یونسکو زبان چوکچی را در فهرست زبان‌های درخطر نابودی قرار داده‌است. اگرچه چوکچی در رسانه‌هایی مانند رادیو و تلویزیون استفاده می‌شود و کاربردهای محدودی هم در تجارت دارد اما رشد فزاینده استفاده از زبان روسی بعنوان زبان میانجی موجب شده‌است که این زبان در معرض نابودی قرار بگیرد.یوری ریتخو مشهورترین نویسنده چوکچی است که البته بیشتر آثارش به روسی نوشته شده‌اند.